# William Woodson
Pour les articles homonymes, voir Woodson.
William Woodson, né le 16 juillet 1917 à Glendale en Californie et mort le 22 février 2017, est un acteur américain.

## Filmographie
- 1948 : The Gallant Blade : Soldier
- 1952 : Aveux spontanés (Assignment - Paris!) de Robert Parrish
- 1953 : Le Monstre des temps perdus (The Beast from 20,000 Fathoms) : Radio Announcer
- 1953 : Investigation criminelle (Vice Squad) d'Arnold Laven : Dave (undercover detective)
- 1954 : Playgirl : Drunk
- 1954 : L'Assassin parmi eux (Down Three Dark Streets) d'Arnold Laven : Professor Wilson / Off Screen Narrator
- 1955 : Nuit de terreur (The Night Holds Terror) d'Andrew L. Stone : Off-Screen Narrator
- 1956 : Inside Detroit : Off-screen Narrator
- 1956 : Les soucoupes volantes attaquent (Earth vs. the Flying Saucers) : Off-Screen Narrator
- 1957 : Racket dans la couture (The Garment Jungle) : Voice of Announcer
- 1962 : Les Jetson (The Jetsons) (série télévisée) : Additional Voices (voix)
- 1963 : FBI Code 98 (en) de Leslie H. Martinson : Narrator
- 1968 : The One and Only, Genuine, Original Family Band : Henry White
- 1968 : More Dead Than Alive (en) : Warden
- 1971 : Les Évadés de la planète des singes (Escape from the Planet of the Apes) : Naval Officer
- 1976 : Tunnel Vision (en) de Neal Israel et Bradley R. Swirnoff : Narrator
- 1977 : C B Bears (série télévisée) : Sheriff (voix)
- 1977 : The All-New Super Friends Hour (en) (série télévisée) : Narrator (1977-1978) (voix)
- 1978 : La Bataille des planètes (Battle of the Planets) (série télévisée) : Narrator / Additional Voices (voix)
- 1978 : Le Petit Âne de Bethléem (The Small One) : Tanner (voix)
- 1981 : Spider-Man and His Amazing Friends (série télévisée) : J. Jonah Jameson (voix)
- 1982 : Pandamonium (série télévisée) : Mondraggor (voix)
- 1983 : Le Souffle de la guerre (The Winds of War) (feuilleton TV) : Narrator (voix)
- 1983 : Monchhichis (série télévisée) (voix)
- 1987 : Yogi Bear and the Magical Flight of the Spruce Goose
- 1988 : Les Orages de la guerre (War and Remembrance) (feuilleton TV) : Narrator (voix)
- 1989 : The Easter Story (vidéo) (voix)
- 1990 : Gravedale High (série télévisée) (voix)
- 1990 : Le Bûcher des vanités (The Bonfire of the Vanities) : Gene Lopwitz (voix)
- 1991 : Y a-t-il un flic pour sauver le président ? (The Naked Gun 2½: The Smell of Fear) : Hexagon Oil Commercial Announcer